# مسابقات تنیس روی میز قهرمانی آسیا
مسابقات قهرمانی تنیس روی میز آسیا (انگلیسی: Asian Table Tennis Championships) برترین مسابقات ورزش تنیس روی میز در قاره آسیا است.
این مسابقات از سال ۱۹۷۲ تاکنون هر دو سال یک‌بار برگزار می‌شود.

## مسابقات
| سال | تیمی      | تیمی      | انفرادی           | انفرادی      | دونفره                         | دونفره                     | دونفره                        |
| سال | مردان     | زنان      | مردان             | زنان         | مردان                          | زنان                       | مختلط                         |
| --- | --------- | --------- | ----------------- | ------------ | ------------------------------ | -------------------------- | ----------------------------- |
| ۲۰۱۵ پاتایا | چین       | چین       | فان ژن‌دونگ        | ژو یولینگ    | فان ژن‌دونگ شو شین              | Kim Hye-song Ri Mi-Gyong   | فان ژن‌دونگ چن منگ             |
| ۲۰۱۳ بوسان | چین       | چین       | ما لونگ           | لیو شیون     | Yan An ژو یو                   | چن منگ ژو یولینگ           | لی سانگ-سو پارک یونگ-سوک      |
| ۲۰۱۱ [a] ماکائو | چین       | چین       | ما لونگ           | گو یان       | گائو نینگ یانگ زی              | دینگ نینگ گو یان           | شو شین گو یان                 |
| ۲۰۰۹ لکهنو | چین       | چین       | ما لونگ           | دینگ نینگ    | ما لونگ شو شین                 | دینگ نینگ لی شیائوشیا      | ما لونگ لی شیائوشیا           |
| ۲۰۰۷ یانگژو | چین       | چین       | وانگ هائو         | ژانگ یینینگ  | هائو شوای ما لونگ              | گوو یو لی شیائوشیا         | اوه سانگ-اون Kwak Bang-Bang   |
| ۲۰۰۵ ججودو | چین       | هنگ کنگ   | وانگ لیچین        | لین لینگ     | Ko Lai Chak لی چینگ            | گو یان لیو شیون            | وانگ لیچین گوو یو             |
| ۲۰۰۳ بانکوک | چین       | چین       | وانگ هائو         | Niu Jianfeng | Ko Lai Chak لی چینگ            | گو یان لی نان              | لیو گوژنگ لی نان              |
| ۲۰۰۰ دوحه | چین       | چین       | چیانگ پنگ-لونگ    | لین لینگ     | Chang Yen-shu چیانگ پنگ-لونگ   | Lee Eun-Sil Seok Eun-Mi    | یان سان Yang Ying             |
| ۱۹۹۸ اوساکا | چین       | چین       | وانگ لیچین        | لی جو        | لیو گولیانگ ما لین             | Lee Eun-Sil Ryu Ji-Hae     | وانگ لیچین وانگ نان           |
| ۱۹۹۶ کالنگ | کرهٔ جنوبی | چین       | کونگ لینگوی       | شیره کویاما  | کونگ لینگوی لیو گولیانگ        | لی جو وانگ نان             | ما لین Wu Na                  |
| ۱۹۹۴ تیانجین | چین       | چین       | کونگ لینگوی       | دنگ یاپینگ   | Lin Zhigang لیو گولیانگ        | لیو وی Qiao Yunping        | کونگ لینگوی دنگ یاپینگ        |
| ۱۹۹۲ دهلی نو | چین       | هنگ کنگ   | شی چائوجی         | تانگ ویی     | کانگ هی-چان Lee Chul-Seung     | تانگ ویی Ying Ronghui      | لیو گولیانگ Wu Na             |
| ۱۹۹۰ کوالا لامپور | چین       | کرهٔ جنوبی | وانگ تائو         | چیائو هونگ   | Kim Guk-Chol Kim Song-Hui      | هو شیائوشین چیائو هونگ     | یو نام-کیو هیون جونگ-هوا      |
| ۱۹۸۸ نیگاتا | چین       | کرهٔ جنوبی | چن لونگکان        | شیره کویاما  | چن لونگکان وی چینگوانگ         | هیون جونگ-هوا یانگ یونگ-جا | یو نام-کیو هیون جونگ-هوا      |
| ۱۹۸۶ شنژن | چین       | چین       | جیانگ جیالیانگ    | شیره کویاما  | هوی جون تنگ یی                 | دای لیلی He Zhili          | هوی جون گینگ لیجوان           |
| ۱۹۸۴ اسلام‌آباد | چین       | چین       | Xie Saike         | شیره کویاما  | تنگ یی Xie Saike               | دای لیلی گینگ لیجوان       | Xie Saike دای لیلی            |
| ۱۹۸۲ جاکارتا | چین       | چین       | کای ژنهوا         | کائو یانهوا  | گوو یوهوا Xie Saike            | کائو یانهوا هوانگ جونچون   | جیانگ جیالیانگ تونگ لینگ      |
| ۱۹۸۰ کلکته | چین       | چین       | شی ژیهوا          | چی یائوشیانگ | گوو یوهوا Xie Saike            | Liu Yang ژانگ دیینگ        | Xie Saike ژانگ دیینگ          |
| ۱۹۷۸ کوالا لامپور | چین       | چین       | گوو یوهوا         | کائو یانهوا  | Cho Yong-Ho Yun Chol           | کیم چانگ-آئه پک یونگ-اوک   | سیجی اونو Kayo Sugaya         |
| ۱۹۷۶ پیونگ‌یانگ | چین       | کرهٔ شمالی | لیانگ گلیانگ      | ژانگ لی      | تتسوو اینوی میتسورو کونو       | کیم چانگ-آئه پک یونگ-سون   | تتسوو اینوی Mitsuko Shimamoto |
| ۱۹۷۴ یوکوهاما | چین       | ژاپن      | Nobuhiko Hasegawa | تومی ادانو   | Nobuhiko Hasegawa میتسورو کونو | ژنگ هوای‌یینگ ژانگ لی       | میتسورو کونو تومی ادانو       |
| ۱۹۷۲ پکن | ژاپن      | چین       | Nobuhiko Hasegawa | Li Li        | تتسوو اینوی میتسورو کونو       | کیم چانگ-آئه O Yong-Suk    | Nobuhiko Hasegawa یاسوکو کونو |
| a.^ The 20th ATTU Asian Championships was scheduled in بیروت، لبنان. From September 12 to 18, 2011. Due to security deterioration in the region, the tournament is postponed. It was later announced to be held in ماکائو from February 23 to March 1 in 2012. |           |           |                   |              |                                |                            |                               |